# Осипова, Санита
Санита Осипова (урожд. Баузе, родилась 26 сентября 1968 года) — латвийский юрист, судья, ученый-правовед и университетский преподаватель. В 2011 году избрана членом, в 2020 году председателем Конституционного суда. С 2006 года является профессором Латвийского университета. В 2021 году избрана членом-корреспондентом Латвийской академии наук.

## Биография
Санита Баузе родилась 26 сентября 1968 года в семье Айвара и Аусмы Баузе.
В 1991 году Санита окончила юридический факультет Латвийского университета. В 1997 году  получила докторскую степень в Латвийском университете, защитив диссертацию «Любекское городское право и его влияние на города Ганзейского союза» (научный руководитель Эдгар Мелкисис).
С 1991-го по 2001 год работала на кафедре теории права и политических наук юридического факультета Латвийского университета, до 1998 года – в качестве ассистента и лектора, затем доцентом.
С 1998-го по 2001 год также работала в бизнес-школе «Туриба», до 1999 года как заведующая кафедрой права, а затем как декан и ассоциированный профессор Юридического факультета.
С 2001-го по 2011 год руководила кафедрой теории и истории права юридического факультета Латвийского университета. В 2006 году избрана профессором Латвийского университета.
В 2005 году кратковременно была членом лицензионной комиссии Министерства образования и науки.
Избрана судьей Конституционного Суда в июле 2011 года большинством голосов депутатов Сейма (83 из 100), приступила к исполнению своих обязанностей 17 августа того же года . Вакансия судьи Конституционного суда освободилась после скоропостижной смерти судьи Конституционного суда Виктора Скудры. При вступлении в должность в собственности Осиповой была квартира в Риге, новостройка с землей и еще три земельных участка в Салацгриве.
16 мая 2017 года избрана заместителем Председателя Конституционного Суда.
В 2017 году опубликовала книгу «Предыстория европейского права (Eiropas tiesību priekšvēsture)». Всего она является автором более 100 научных публикаций.
С 2017 года Осипова является членом международного Европейского общества сравнительной истории права [ESCLH].
14 октября 2020 года Осипова была избрана председателем Конституционного суда, заменив Инету Зиемеле, ставшую судьей Суда Европейского Союза.
В декабре 2020 года Санита Осипова была признана Человеком Европы 2020 года в Латвии.
В 2021 году избрана членом-корреспондентом Латвийской академии наук.

## Научно-преподавательская деятельность
Санита Осипова является автором более 100 научных публикаций по вопросам социологии права (например, эффективности права и юридической культуре), истории права, конституционного права и юридической этики. Она руководила многими проектами в сфере правоведения, работала в научных, академических и профессиональных комиссиях, в том числе как приглашенный эксперт.
В качестве приглашенного ученого и профессора работала в Вестфальском университете имени Вильгельма (Мюнстер).
Осипова — учредитель и член ассамблеи «Фонда профессора Карлиса Дишлерса», созданного для развития правоведения и государствоведения в Латвии, вовлечения студентов в изучение государственного права и закрепления ценностей демократического правового государства в обществе.
Она продолжает преподавать в Латвийском университете и в 2020 году получила за эту работу, согласно декларации должностного лица, 29948.85 евро. Её зарплата в Конституционном суде составила 72325.70 евро.

## Резонансные выступления
Дискуссионным стало решение Конституционного суда о присвоении отцовского пособия и десятидневного отпуска по уходу за ребёнком партнерше биологической матери ребенка в ноябре 2020 года. Разъясняя это решение, Осипова заявила: «Государство в равной мере должно уважать также тех членов общества, которые образуют однополые отношения, и должно уважать то, что такие пары могут создавать семьи».
В январе 2022 года резонанс в обществе вызвало интервью Осиповой каналу TV24 касательно принятых правительством правил, позволивших отстранить от работы десятки тысяч людей, не согласных на вакцинацию от Сovid-19. Признавая, что «распоряжаться своим телом — вещь очень интимная», Осипова не согласилась с утверждением о принудительности вакцинации в Латвии со словами «Разве вам обязательно надо идти в театр? Или вам обязательно надо работать в Госполиции?». Она сообщила, что суд только приступил к рассмотрению исков по данной проблеме и на принятие решения потребуется около трёх лет.

## Награды
- 26 сентября 2008 года — похвальная грамота ректора Латвийского Университета.
- 18 марта 2010 года — Почетный знак III степени системы юстиции Министерства юстиции Латвийской республики.
- 4 января 2014 года — благодарственная грамота Министра юстиции Латвийской Республики за вклад в формирование судоустройства и правовой политики.
- 13 ноября 2018 года в ознаменование 100-летия Латвийской республики была награждена юбилейным почетным знаком «Латвийской государственной полиции — 100»[3]. Удостоверение № 800[2].

## Семья
Санита замужем за Гунтаром Осиповым. В семье два сына — Петерис Херманис и Рудольф Максис.